# Dussnang
Dussnang (schweizerdeutsch: Tusslig [ˈtʊslɪg]) ist eine Ortschaft und eine ehemalige Ortsgemeinde in der politischen Gemeinde Fischingen im Bezirk Münchwilen des Kantons Thurgau in der Schweiz.
1972 fusionierte Dussnang mit den Ortsgemeinden Au, Fischingen, Oberwangen und Tannegg und der Munizipalgemeinde Fischingen zur Einheitsgemeinde Fischingen.

## Wappen
Blasonierung: In Weiss ein rotes achtspeichiges Rad.

## Geographie
Das Dorf liegt im oberen Murgtal, am niederschlagsreichen und stark bewaldeten Nordfuss des Hörnli. Dussnang bildet mit Oberwangen und Vogelsang das Zentrum der politischen Gemeinde Fischingen.

## Geschichte

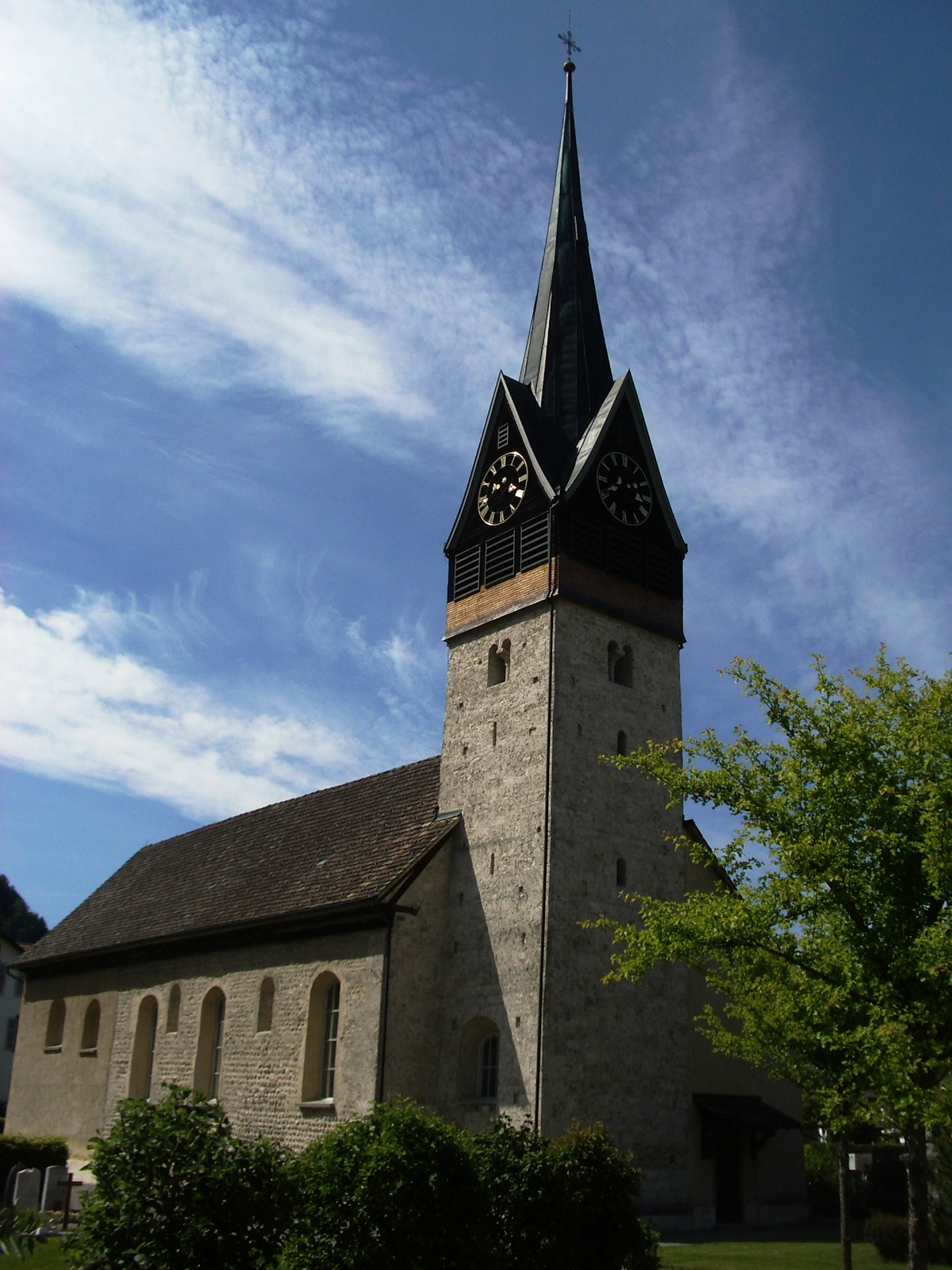
Reformierte Kreuzkirche

Dussnang im Jahr 1920

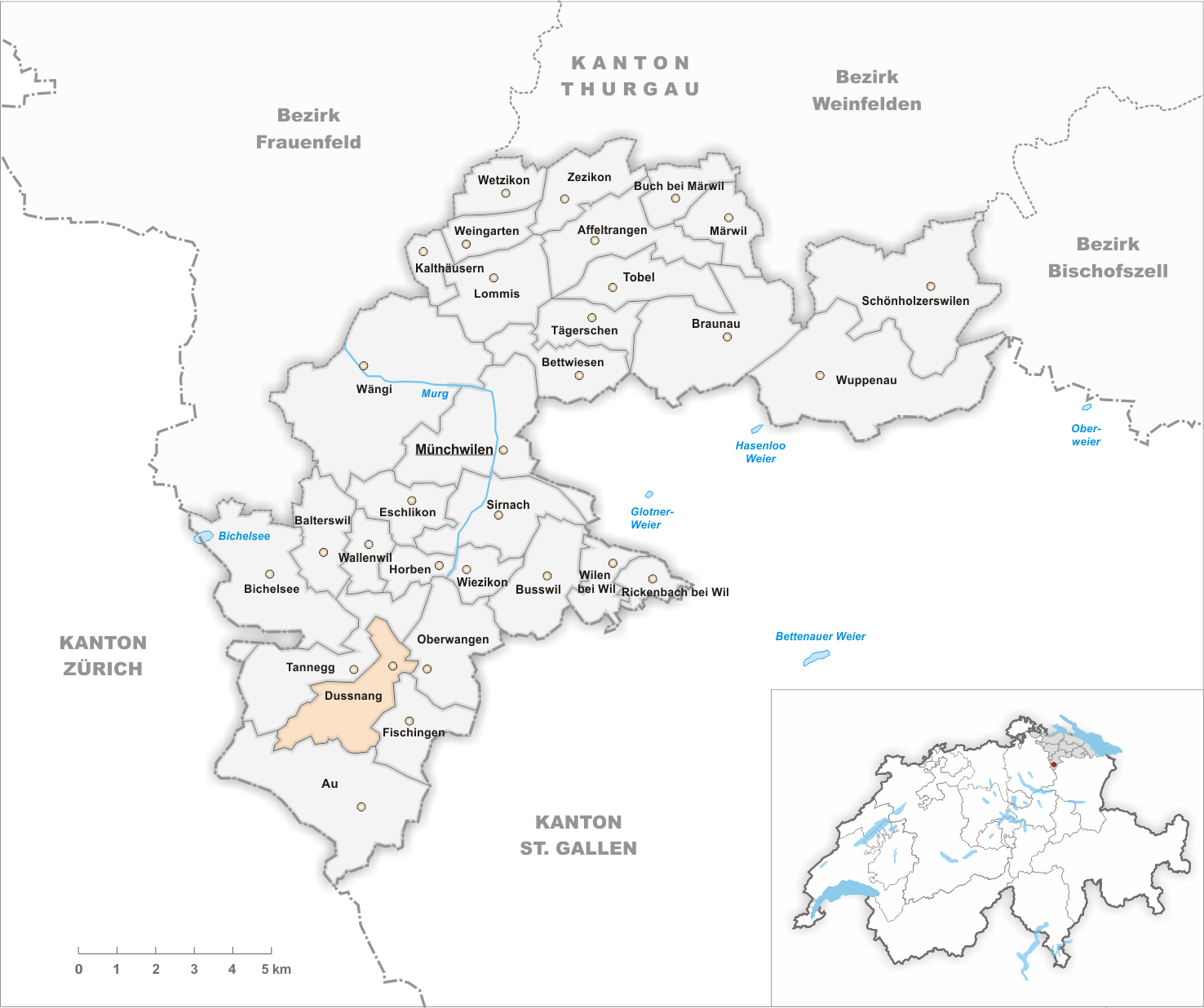
Gemeindestand vor der Fusion im Jahr 1972

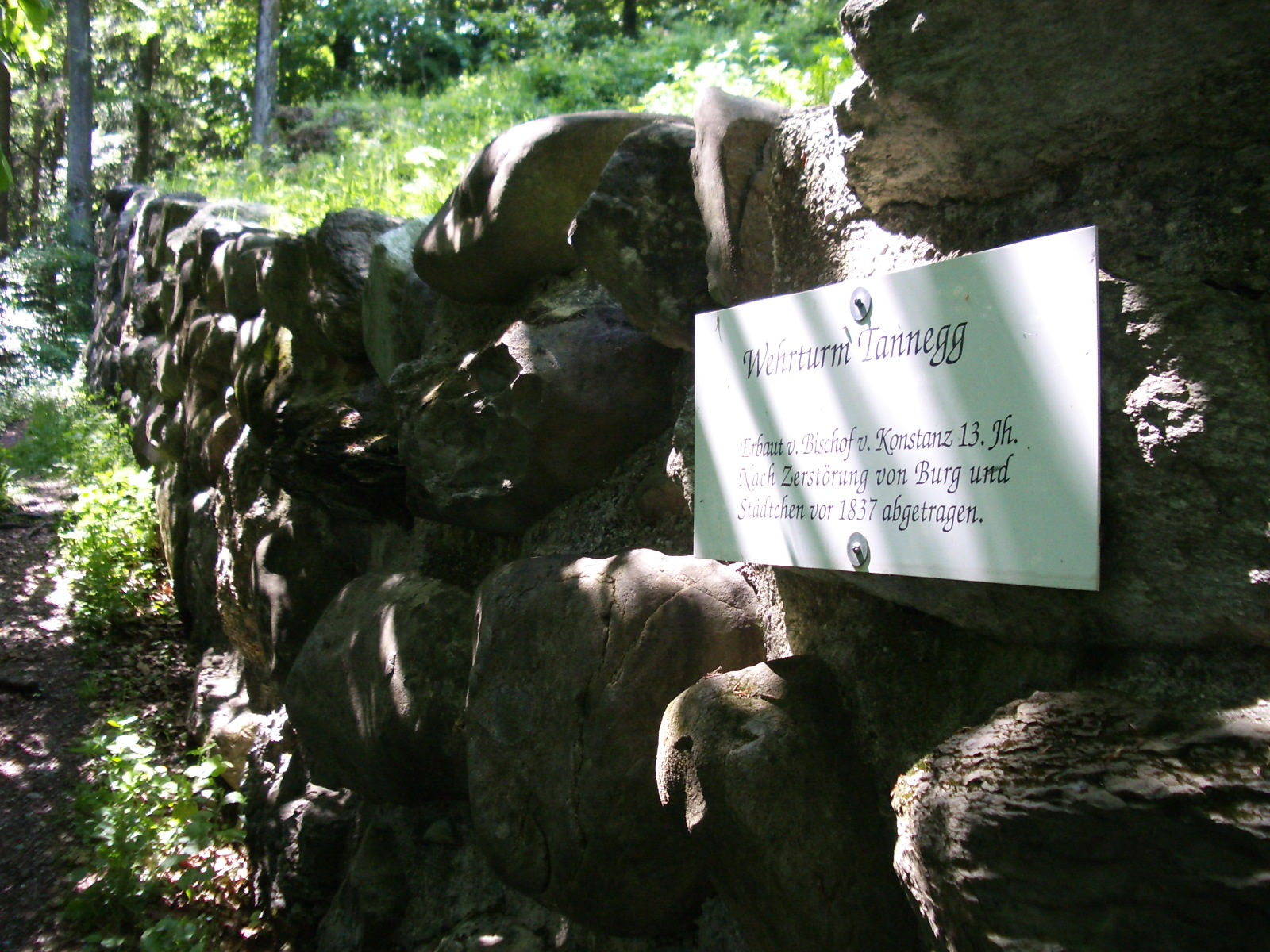
Burgruine Tannegg, um 1240 erbaut

Dussnang wird als Tuzzinwang 754 erstmals in der Henauer Urkunde des Rothpaldus an das Kloster St. Gallen erwähnt. 996 bis 999 wurden Güter, Kirche und Zehnten dem bischöflich-konstanzischen Eigenkloster Petershausen bei Konstanz übertragen.
Die Herren von Dussnang waren im 13. Jahrhundert Ministralen der Toggenburger, die im Dienste der Fürstabtei St. Gallen standen. Um 1240 wurde durch den Konstanzer Bischof Heinrich von Tanne (von 1233 bis 1248 im Amt) die Burg Tannegg errichtet. Die Burg und eine kleine Stadtanlage wurden als Machtzentrum des Konstanzer Bischofs im Hinterthurgau gebaut. Das Städtchen wurde 1407 durch die Appenzeller zerstört. Der Hauptturm der Festung stand bis 1837. Dann wurde er abgetragen und die Steine beim Brückenbau verwendet.
Die Niedergerichtsbarkeit über das Dorf gehörte dem Bistum Konstanz, das im Besitze des nach der Burg Tannegg benannten Amtes Tannegg war. Dieses wurde im Jahre 1693 gesamthaft an das Kloster Fischingen verkauft. Die Gerichtsbarkeit des Tanneggeramtes existierte bis 1798. Im 18. Jahrhundert hiess Dussnang noch Tusslingen.
1244 inkorporierte das Kloster Fischingen die vermutlich seit dem Frühmittelalter bestehende Dussnanger Pfarrei. Die im 11./12. Jahrhundert erbaute Kirche wurde 1523 erweitert und dem Heiligen Kreuz geweiht. 1529 entstand eine reformierte Kirchgemeinde, zu der ab 1544/50 auch Bichelsee gehörte. Von 1542 bis zur Erhebung der 1890 auf private Initiative erstellten Marienkirche zur katholischen Pfarrkirche im Jahr 1900 galten paritätische Verhältnisse.
Am niederschlagsreichen Nordhang des Hörnli dominierte bis ins 20. Jahrhundert die Landwirtschaft, wobei im 19. Jahrhundert Heimweberei und -stickerei die Existenz sicherten. Frühe bäuerliche Selbsthilfemassnahmen führten 1886 zur Gründung einer landwirtschaftlichen und 1895 zu einer Viehzucht-Genossenschaft. Im 19. Jahrhundert gab es in Dussnang lediglich 14 Häuser. Erst mit der Gründung des Kneipp-Kurhauses im Jahr 1890 fand eine grössere Entwicklung statt.

## Bevölkerung und Wirtschaft
| Jahr         | 1850  | 1900  | 1970  | 2010  | 2018  | 2019  | 2023  |
| ------------ | ----- | ----- | ----- | ----- | ----- | ----- | ----- |
| Ortsgemeinde | 342   | 504   | 547   |       | 2783  | 2792  | 2951  |
| Ortschaft    |       |       |       | 673   | 1273  | 1280  | 1367  |
| Quelle       | [ 2 ] | [ 2 ] | [ 2 ] | [ 4 ] | [ 5 ] | [ 6 ] | [ 7 ] |

Von den insgesamt 1367 Einwohnern der Ortschaft Dussnang am 31. Dezember 2023 waren 136 bzw. 9,9 % ausländische Staatsbürger. 499 (36,5 %) waren römisch-katholisch und 354 (25,9 %) evangelisch-reformiert.
Bis ins 20. Jahrhundert sicherte hauptsächlich die Landwirtschaft die Existenz der Bevölkerung. Im 19. Jahrhundert kamen Heimweberei und -stickerei dazu. 1886 wurde eine landwirtschaftliche und 1895 eine Viehzucht-Genossenschaft gegründet. Das 1891 eröffnete Kneipp-Kurhaus wurde 1974 bis 1982 umfassend modernisiert.

## Sehenswürdigkeiten

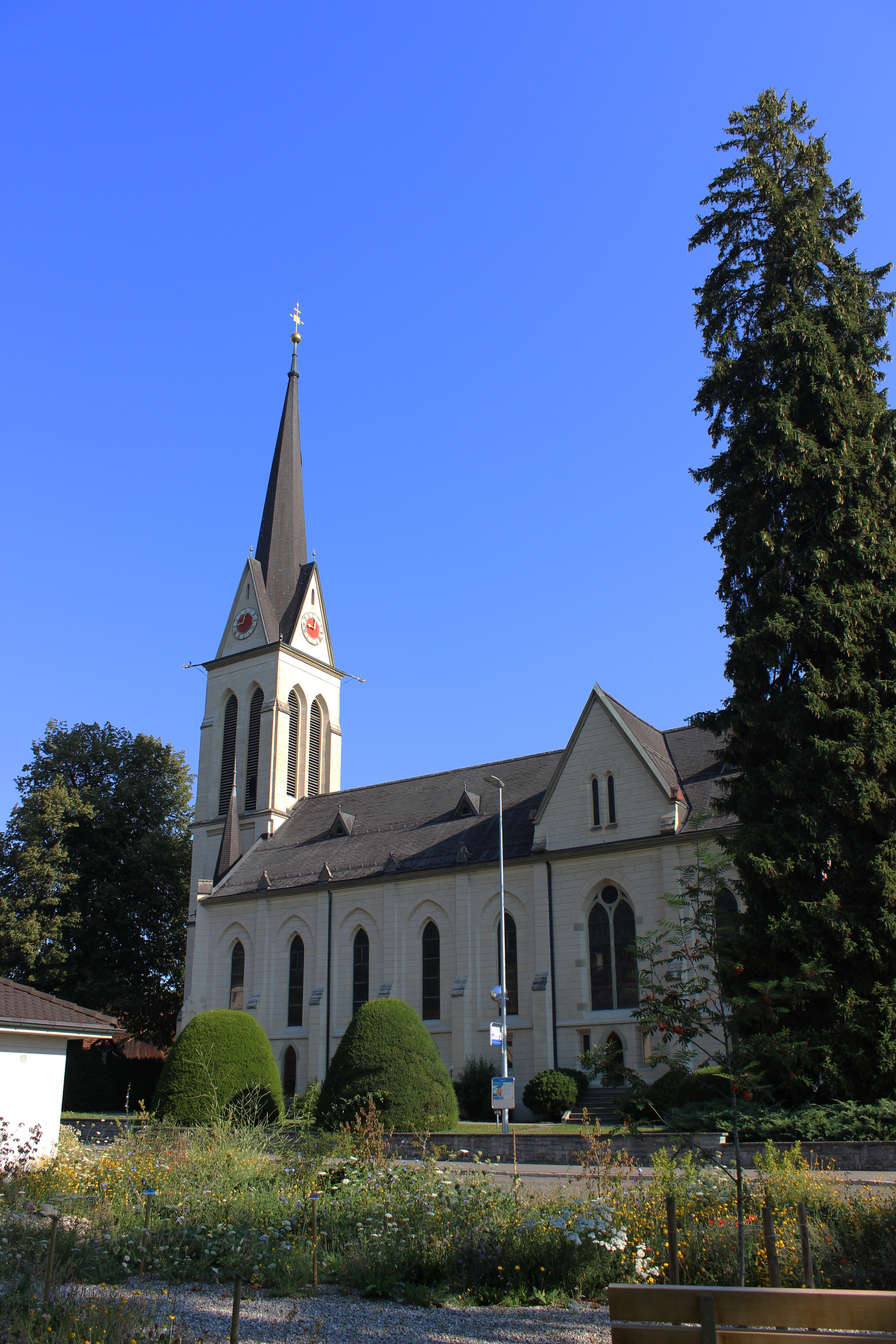
Die katholische Marienkirche war erster Beton-Kirchenbau der Schweiz.

Die Burgruine Tannegg befindet sich auf 725 m ü. M. auf dem östlichen Tanneggergrat. Die Reste der Burg (s. o.) wurden 1997 archäologisch erforscht und restauriert.
Die im 11./12. Jahrhundert erbaute Kreuzkirche wurde 1523 erweitert und dem Heiligen Kreuz geweiht. Die ursprünglich katholische Kirche wurde ab 1542 paritätisch benutzt. Seit dem Bau der katholischen Marienkirche im Jahr 1890 wird sie nur noch von der evangelischen Kirchgemeinde genutzt.

## Bilder

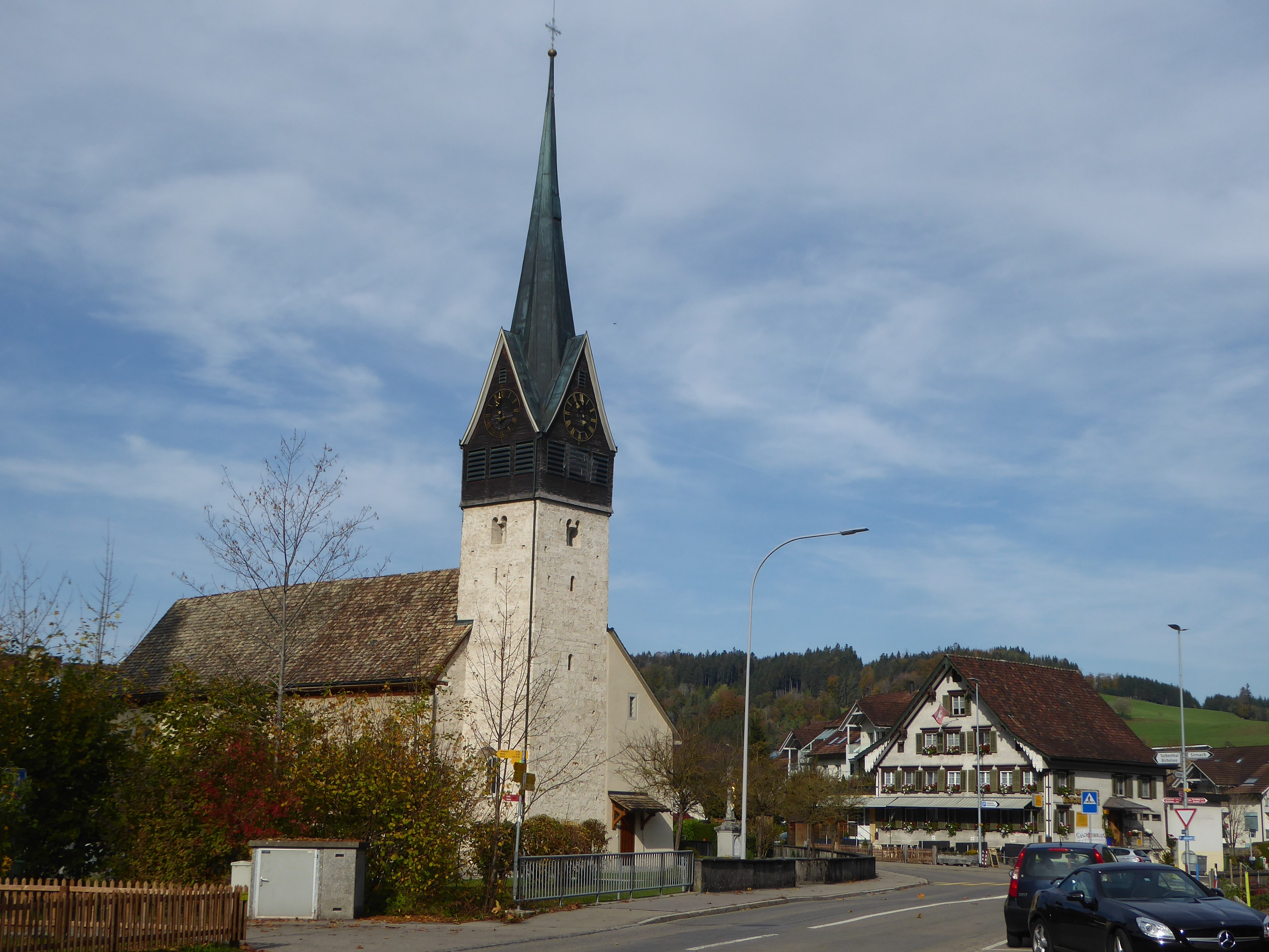
Reformierte Kreuzkirche
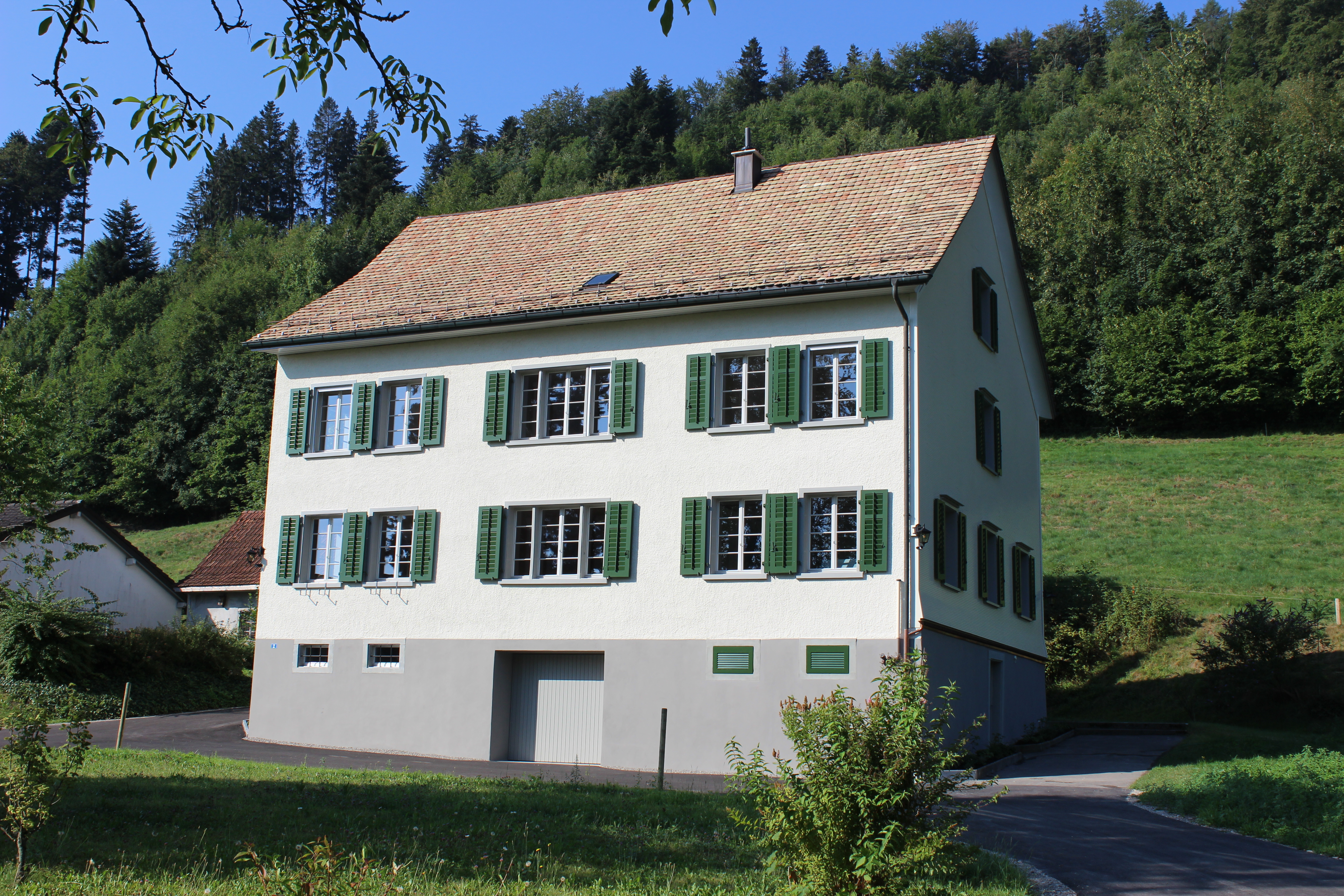
Denkmalgeschütztes Reformiertes Pfarrhaus
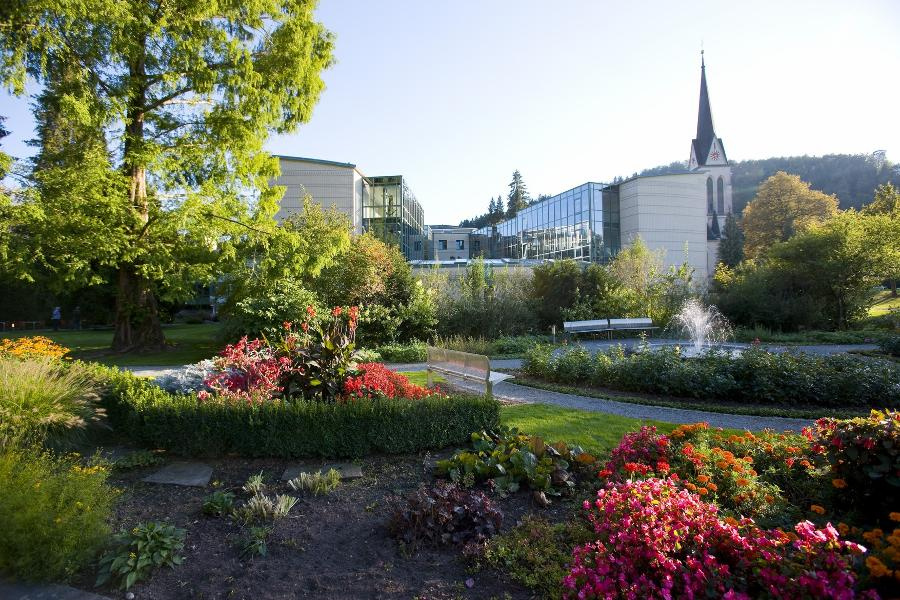
Blick vom Park auf das Kurhaus
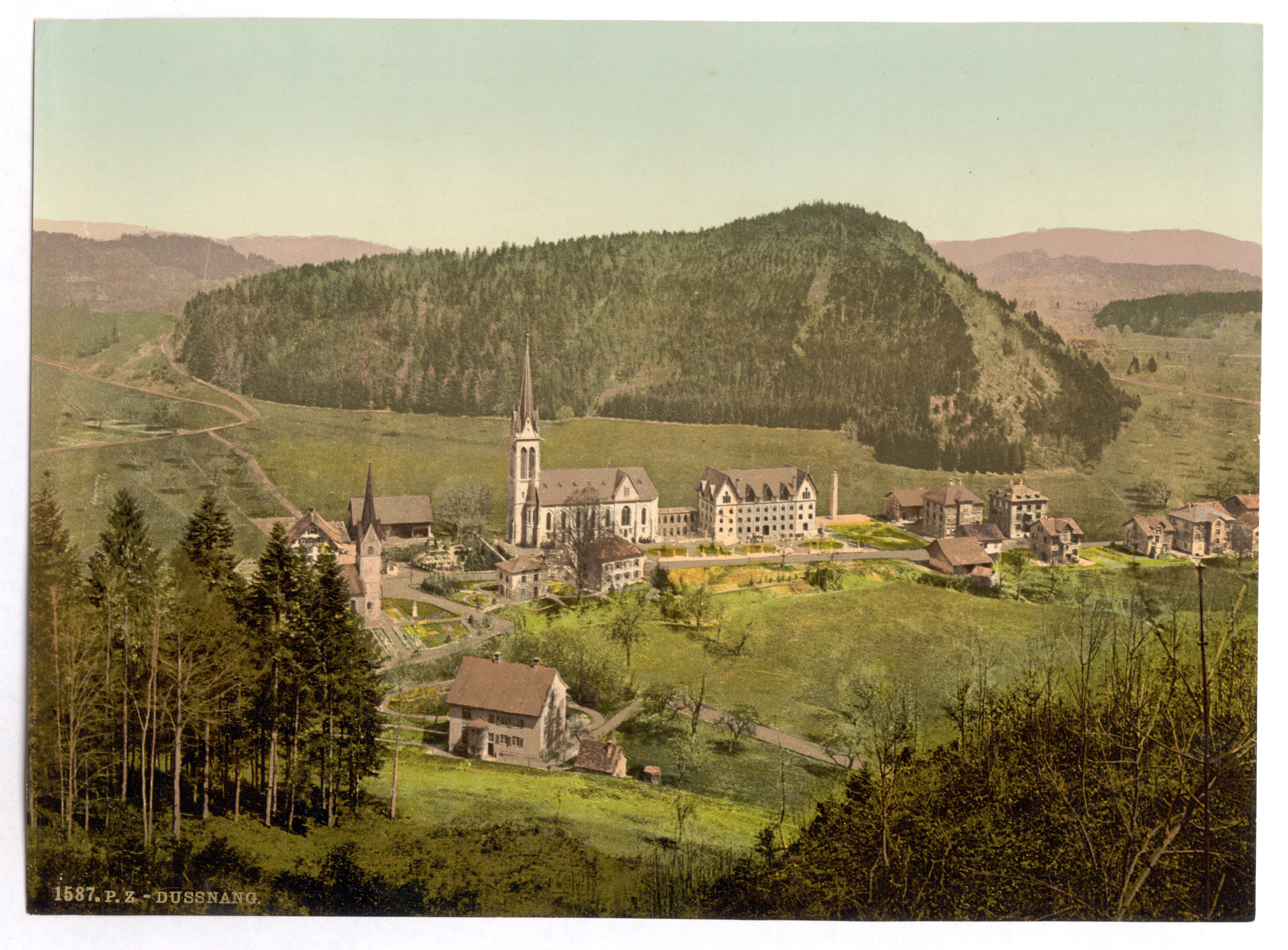
Dussnang auf einer Postkarte um 1900